# طور اشاني (طور الباحة)

تعديل مصدري - تعديل

طور اشاني هي إحدى قرى عزلة طور الباحة بمديرية طور الباحة التابعة لمحافظة لحج، بلغ تعداد سكانها 271 نسمة حسب تعداد اليمن لعام 2004.